# Solanum nutans
Solanum nutans är en potatisväxtart som beskrevs av Hipólito Ruiz López och Pav.. Solanum nutans ingår i släktet skattor som ingår i familjen potatisväxter. Inga underarter finns listade i Catalogue of Life.